# Радоје Пантић
Радоје Пантић (Читлук, 10. септембар 1884 — Кајмакчалан, 11. октобар 1916) био је мајор српске војске који се борио за српске четнике у Македонији, а затим служио војску у Балканским ратовима и у Првом светском рату.

## Детињство
Радоје Раде Пантић рођен је у Читлуку код Сокобање од мајке Љубице и оца Арсе, учитеља који је ту службовао. Одрастао је у Неготину у кући својих родитеља.  У Неготину је завршио основну школу и гимназију. Гимназију је завршио као други у класи, а потом 1900. ступио у 33. класу уписаних питамаца Војне академије коју је са одличним успехо завршио 1903. године Око 1907. био је примљен и на виши курс Војне гимназије који је завршио, такође одличним успехом 1910.

## Војна каријера
Од 1911. године био је надзорни официр планинског штаба у Рашкој поред границе са Отоманским царством. Био је официр за везу са другим командантима који су деловали иза непријатељских линија. Његов задатак је био да пребаци оружје и људе преко границе на турску територију. У августу 1912. године приступио је тајном друштву Црна рука.
У Рашкој га је затекао Балкански рат. Ту је преузео команду над четом 11. пешадијског пука другог позива народне војске, комита. У тој речи је један од комита био и Вељко Рамадановић, национални радник, филантроп  и педагог. Са овом четом  заједно са српском ибарском војском улази у ослобођени Нови Пазар, а учествује и у ослобођењу Косовске Митровице. Пантић постаје први командант и управник Косовске Митровице, а Рамадановић први секретар ословођеног Новопазарског округа. У Другом балканском рату вршио је дужност ађутанта команданта Шумадијске дивизије и добио команду над једним батаљоном 19. пешадијског пука са којим је потукао Бугаре на Брегалници.  Активно учествује и у гушењу Арнаутске буне 1913. Почетком 1914. постављен је за команданта 3. батаљона 3. пука првог позива и као старешина организује своју јединицу као комитску групу истакавши се у Церској и Колубарској бици. Током 1915. постављен је за команданта 2. батаљона добровољачког пука.  Његов батаљон је био заштитница српским трупама које су се повлачиле из правца Београда и Ужица преко Санџака и Пећи и северне Албаније до острва Крф на којем се посветио попуни и реорганизацији своје јединице. Ту је унапређен у чин мајора. На Солунском фронту се истакао у биткама око Лерина и на Кајмакчалану.

## Смрт
Тешко је рањен 19. септембра 1916. током освајања Кајмакчалана код Сиве Стене, док је командовао 2. добровољачким батаљоном. Битка је вођена између 12. и 30. септембра 1916. године када је српска војска успела да заузме врх Пророка Илије, потискујући Бугаре према граду Маријову. Његова храброст је била видљива када је сам напао митраљеско гнездо, задобивши рану од метка у главу. Након што је задобио другу рану у главу, он је пао у несвест, а чим је дошао к себи, Пантић је позвао своје људе да напусте заклон и крену у контранапад узвикујући чувене речи: „Идите! Морамо да заузмемо позицију чак и ако сви мора да умре!" Његови људи су савладали непријатељски положај и заузели узвишење. Пребачен је у енглеску болницу у Орсову у којој је преминуо 11. октобра 1916. Сахрањен је 13. октобра на гробљу Зејтинлик код Солуна.
Након преране смрти Пантића, 1916. године, ратни песник Милосав Јелић овековечио га је у песми која је објављена у Србијанском венцу.
Данас се Радоје Пантић сматра једним од хероја Првог светског рата у Србији.

## Одликовања
За заслуге у Првом балканском рату  Радоје Пантић добио је орден Карађорђеве звезде са мачевима трећег и четвртог степена, а за заслуге у Другом балканском рату одликован је орденом Златне медаље за храброст. За учешће у гушењу Арнауске битке добио је орден Златну медаљу за ревносну службу. Постхумно је одликован орденом Албанске споменице, као и високим руским орденом Светог Станислава.